# Settimo Rottaro
Settimo Rottaro (piemontesisch ël Seto Rojé) ist eine Gemeinde in der italienischen Metropolitanstadt Turin (TO), Region Piemont.

## Lage und Einwohner
Settimo Rottaro liegt rund 60 km nordöstlich von Turin, in der Nähe vom Lago di Viverone. Das Gemeindegebiet umfasst eine Fläche von 6 km² und hat 469 Einwohner (Stand 31. Dezember 2023). 
Die Nachbargemeinden sind Azeglio, Caravino, Borgo d’Ale und Cossano Canavese.

## Geschichte

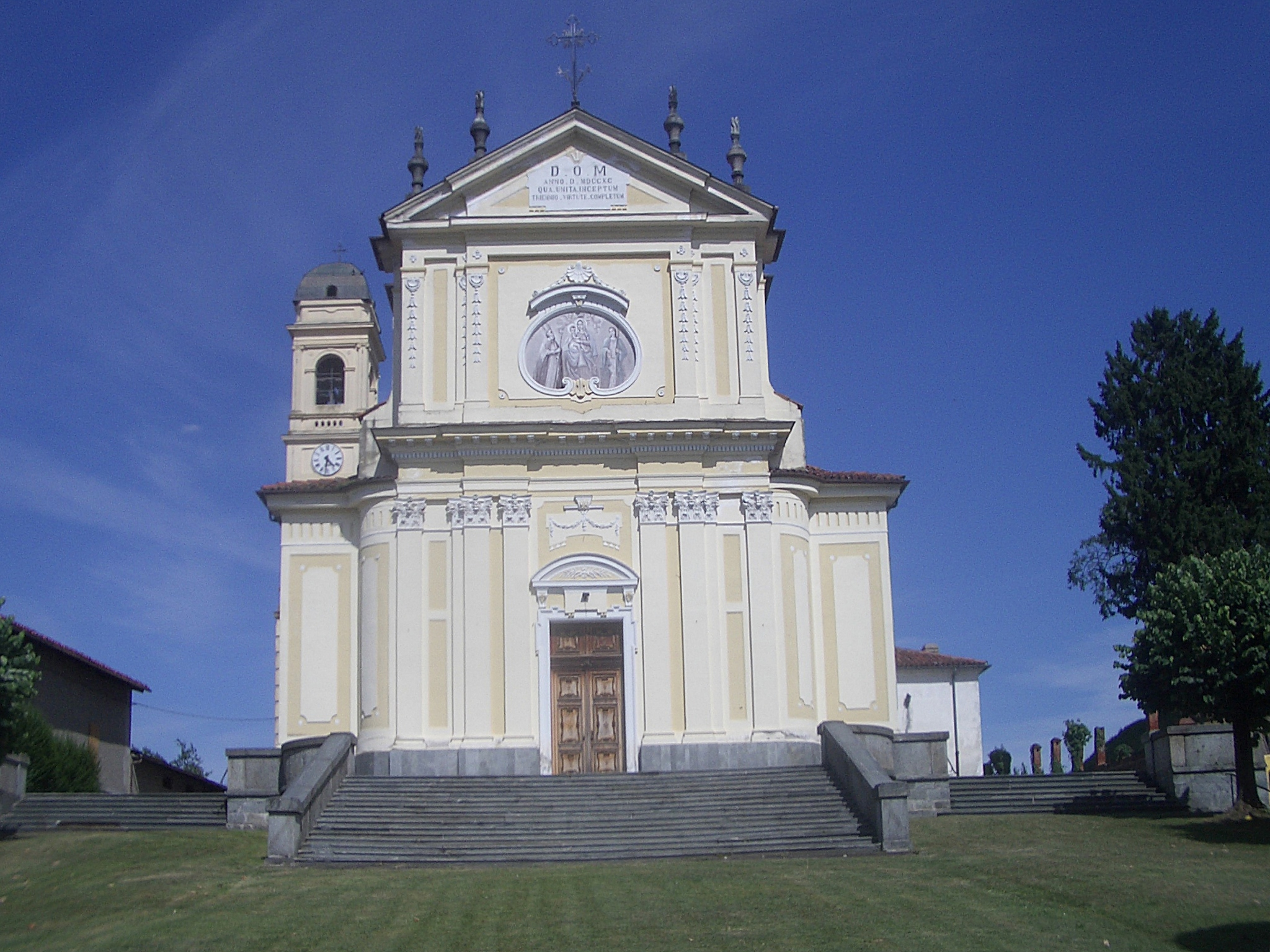
Kirche San Bononio

Settimo Rottaro leitet sich von rubetum oder auch rovearum, rovedarium ab, dem antiken Namen eines nahegelegenen Hügels voller Dornen. Eine andere Hypothese wäre vom lateinischen ruera abgeleitet, rutera, um die Räder von Streitwagen zu bezeichnen, da es sich um einen Durchgangsort handelte, weshalb in seinem heraldischen Wappen drei Wagenräder gezeichnet waren. Eine letzte – und weniger sichere – Hypothese würde ihn auf den Namen des Langobardenkönigs Rotari zurückführen.
Die ersten dokumentierten Spuren des Dorfes stammen erst aus dem Jahr 1227, als die Macht der Kirche von Ivrea bestätigt wurde; In dieser Zeit, als die Erfahrung der freien Gemeinde endete, unterstand Settimo Rottaro der Autorität des Bischofs von Ivrea.
Geschützt durch die Familie Valperga und das nahe gelegene Schloss Masino, gehörte die Stadt zu den Protagonisten der Adelsaufstände in der Gegend von Canavese, wobei es oft zu Konflikten mit der Familie San Martino kam, die der Familie Savoyen treu ergeben war; Das Dorf wurde jedoch 1396 von Facino Cane erobert, dann dem Monferrato angegliedert und der Familie Lomello überlassen, den ehemaligen Grafen von Trino und Cavaglià. Im Jahr 1431 kollidierte die Expansionspolitik der Markgrafen von Monferrato mit den Interessen der Savoyer Herzöge.
Letzterer erhielt 1432 die Gebiete links des Po, die zunächst von Amedeo VIII. von Savoyen verwaltet wurden. Letzteren unterwarf sich auch die Familie Valperga, die auch dazu beitrug, die Volksaufstände der Tuchini niederzuschlagen, wie es auch im nahegelegenen Vestignè geschah. Settimo Rottaro wurde dann bis in die Neuzeit von der Familie Savoyen verwaltet.
Die erste Pfarrkirche der Stadt war die Kirche San Martino mit romanischem Grundriss, die im 18. Jahrhundert wieder aufgebaut wurde.
Eine weitere Kapelle, die sich durch ihre einfachen, aber eleganten Linien auszeichnet, ist die der Heiligen Dreifaltigkeit, die zu Beginn des 17. Jahrhunderts im Zentrum der Stadt erbaut wurde.
Im 20. Jahrhundert hatte die Stadt den Ruf, einen hervorragenden Erbaluce Passito-Wein aus der gleichnamigen Rebe zu produzieren, die in der Gegend von Canavese bekannt ist. Diese Tradition ging jedoch verloren. Stattdessen wurde am ersten Sonntag im Februar das traditionelle Kartoffelsalamifest, ein typisches Produkt, ins Leben gerufen.

## Söhne und Töchter der Gemeinde
- Amedeo Varese (1890–1969), Fußballspieler